# ایزووالریل-کوآ
ایزووالریل-کوآ (به انگلیسی: Isovaleryl-CoA) با فرمول شیمیایی C۲۶H۴۴N۷O۱۷P۳S یک ترکیب شیمیایی با شناسه پاب‌کم ۸۱۰ است. که جرم مولی آن ۸۵۱٫۶۵۲ g/mol می‌باشد.